# 7641 Cteatus

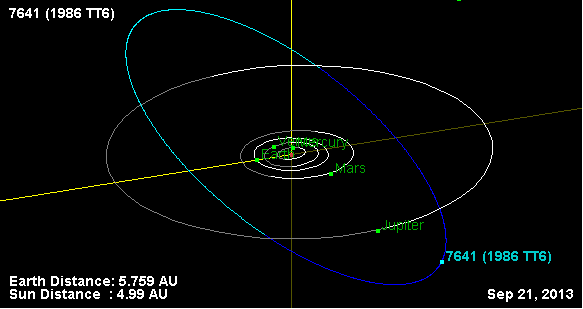
1986 TT6

7641 Cteatus eller 1986 TT6 är en trojansk asteroid i Jupiters lagrangepunkt L4. Den upptäcktes 5 oktober 1986 av den slovakiske astronomen Milan Antal i Piwnice. Asteroiden har fått sitt namn efter Cteatus, en person i grekisk mytologi.
Asteroiden har en diameter på ungefär 72 kilometer.